# 胖匙形蛤
胖匙形蛤（学名：Offadesma nakamigawai），是笋螂目汤匙蛤科匙形蛤属的一种。主要分布于中国大陆，常栖息在近岸浅水区的细砂底。